# Scaptodrosophila spinomelana
Scaptodrosophila spinomelana är en tvåvingeart som först beskrevs av Toyohi Okada och Carson 1983.  Scaptodrosophila spinomelana ingår i släktet Scaptodrosophila och familjen daggflugor. Inga underarter finns listade i Catalogue of Life.